# Odds & Sods
Odds & Sods — четверта збірка англійської групи The Who, яка вийшла 4 жовтня 1974 року.

## Композиції
1. Postcard - 3:27
2. Now I'm a Farmer - 3:59
3. Put the Money Down - 4:14
4. Little Billy - 2:15
5. Too Much of Anything - 4:26
6. Glow Girl - 2:20
7. Pure and Easy - 5:23
8. Faith in Something Bigger - 3:03
9. I'm the Face - 2:32
10. Naked Eye - 5:10
11. Long Live Rock - 3:54

## Склад
- Роджер Долтрі — вокал
- Джон Ентвістл — бас гітара, бек-вокал;
- Кенні Джонс — ударні
- Піт Таунсенд — гітара, синтезатори, фортепіано